# Exerodonta chimalapa
Exerodonta chimalapa är en groddjursart som först beskrevs av Joseph R. Mendelson och Campbell 1994.  Exerodonta chimalapa ingår i släktet Exerodonta och familjen lövgrodor. IUCN kategoriserar arten globalt som starkt hotad. Inga underarter finns listade i Catalogue of Life.